# Genius 2000
Albums de Namie Amuro
181920
(1998) Break the Rules
(2000)
Singles
Genius 2000 est le quatrième album studio de l'artiste japonaise Namie Amuro, sorti le 26 janvier 2000, via Avex Trax. L'album est sorti trois ans après son dernier album, Concentration 20, et a été produit par Tetsuya Komuro et Dallas Austin, marquant sa première collaboration avec un producteur américain. L'album a donné naissance à quatre singles: I Have Never Seen, Respect the Power of Love, Something 'bout the Kiss et Love 2000.
À sa sortie, Genius 2000 a débuté à la première place du classement hebdomadaire des albums Oricon avec 536 000 exemplaires vendus. Il est devenu son quatrième album studio et le cinquième au total à se classer en tête du classement, mais a connu les plus faibles ventes de la première semaine de sa carrière à l'époque. L'album s'est vendu à plus de 800 000 exemplaires et a été certifié 2× Platinum par la RIAJ en février 2000. Seulement 11 mois après la sortie de l'album, Namie a sorti son cinquième album studio, Break the Rules.

## Présentation
L'album sort le 26 janvier 2000 au Japon, sur le label Avex Trax.
Il atteint la 1re place du classement de l'Oricon.
Il se vend à 536 940 exemplaires la première semaine, et reste classé pendant huit semaines, pour un total de 802 740 exemplaires vendus pendant cette période. C'est le premier album sorti sous son seul nom à se vendre à moins d'un million d'exemplaires.
C'est le premier album studio d'Amuro depuis Concentration 20 sorti en 1997, l'album compilation 181920 étant sorti entre-temps en 1998. Son prochain album régulier, Break the Rules, sort la même année, en décembre 2000.
Genius 2000 contient treize chansons et deux titres instrumentaux (la première et la dernière piste). Six des chansons étaient déjà parues sur les quatre singles sortis précédemment (tous entrés dans le top 5), dont une reprise de You Are the One réinterprétée avec le duo américain Imajin parue en face B de Something 'bout the Kiss. Les titres de l'album sont (co)écrits, (co)composés et produits par Tetsuya Komuro, sauf cinq qui sont (co)écrits, (co)composés et produits par le producteur américain Dallas Austin ; seules les paroles du titre Kiss-And-Ride sont entièrement attribuées à un autre auteur.

## Liste des titres
| 1.  | Make the Connection Complete (Instrumental)           | Tetsuya Komuro (Instrumental)                   | 1:06 |
| 2.  | Love 2000 (LOVE 2000)                                 | Tetsuya Komuro, Sheila E, Lynn Mabry            | 5:12 |
| 3.  | Respect the Power of Love (RESPECT the POWER OF LOVE) | Tetsuya Komuro                                  | 5:26 |
| 4.  | Leavin' for Las Vegas (LEAVIN' for LAS VEGAS)         | Dallas Austin                                   | 4:39 |
| 5.  | Something 'bout the Kiss (SOMETHING 'BOUT THE KISS)   | D. Austin, Lysette, Titi, Chang Hai / D. Austin | 4:25 |
| 6.  | I Have Never Seen (I HAVE NEVER SEEN)                 | Tetsuya Komuro                                  | 4:36 |
| 7.  | Still in Love (STILL IN LOVE)                         | Dallas Austin                                   | 4:17 |
| 8.  | Mi Corazon (Te' Amour) (MI CORAZÓN (TE'AMOUR))        | T. Komuro, Sheila E., Lynn Mabry, Renato Neto   | 4:48 |
| 9.  | You Are the One featuring Imajin (YOU ARE THE ONE)    | Tetsuya Komuro                                  | 5:48 |
| 10. | Kiss-And-Ride (KISS-AND-RIDE)                         | Takahiro Maeda / Tetsuya Komuro, Cozy Kubo      | 3:48 |
| 11. | Things I Collected (THINGS I COLLECTED)               | Dallas Austin, Debra Killings                   | 6:18 |
| 12. | Next to You                                           | Dallas Austin, Jasper Cameron                   | 4:15 |
| 13. | Asking Why (ASKING WHY ; du single Love 2000)         | Nico / Tetsuya Komuro / T. Komuro, Cozy Kubo    | 5:07 |
| 14. | Give It a Try (GIVE IT A TRY)                         | Tetsuya Komuro, Sheila E, Lynn Mabry            | 4:24 |
| 15. | Log Off (LOG OFF ; Instrumental)                      | Tetsuya Komuro (Instrumental)                   | 1:51 |

Notes
1. 1 2 3  + Takahiro Maeda aux paroles
2. 1 2 3 4 5  Traduction japonaise : Junko Kudo